# がんばれゴエモン〜来るなら恋! 綾繁一家の黒い影〜
『がんばれゴエモン〜来るなら恋! 綾繁一家の黒い影〜』（がんばれゴエモン くるならこい!あやしげいっかのくろいかげ）は、1998年12月23日にコナミより発売されたプレイステーション専用ゲームソフト。プレイステーションにおけるゴエモンシリーズの第2作目で、ジャンルは3Dアクションアドベンチャーゲームとなっている。

## ストーリー
長屋で居眠りをしていたゴエモンだが、なぜか仲間達が呼ぶ声が聞こえ、怒って目覚めると同時に怒鳴りつけてしまう。しかし、声の主は朝のあいさつにやってきたおみっちゃんだった。
怒りだしたおみっちゃんの機嫌をなだめるためエビス丸と共に山へドングリを拾いに行くことになったゴエモンだが、山でキノコを拾い食いしたエビス丸が倒れてしまう。そこにヤブと名乗る医者が現れ、エビス丸を治してくれた。ヤブにドングリをもらい、礼を言いながら町にもどると、なんとおみっちゃんが謎のあやしげなヤツらに連れ去られていた。
連れ去られたおみっちゃんを救うべくゴエモンとエビス丸は旅立った。 

## 概要
本作は『がんばれゴエモン〜ネオ桃山幕府のおどり〜』と同様の俯瞰視点の3Dアクションとなっており、1人プレイ専用である。インパクト戦ではゴエモン以外の3人専用のゴエモンインパクトが用意されている。シリーズでは珍しく台詞がフルボイスとなっている。

### 基本ルール
ゴエモンとエビス丸は最初から使用可能で、ストーリーを進めるとサスケとヤエが加入する。操作キャラクターはゲーム中自由に変更することはできず、町に置かれた交代ポイントで行う（一部、キャラクター固定の場面もある）。
プレイヤーの体力はゲージ制となっており、敵の攻撃を受けたり、穴や水に落下すると減る。体力がすべてなくなるとゲームオーバー（残機数の概念はない）。コンティニューは何度でも可能だが、再開はステージの最初からか、イベントやボス戦が起こったポイントからとなる。体力は道中に置かれた「銀の招き猫」4つか「金の招き猫」を入手することで、最大値を増やすことが出来る。なお今作は道中の敵にも体力が設定されている（一部例外あり）。
攻撃方法も過去のシリーズと大きく異なっており、各キャラクターごとのメイン武器による攻撃と、全員共通の蹴り攻撃の2つを駆使して攻撃していく。小判（所持金）を消費した飛び道具（遠距離攻撃）は使用できない。
敵を攻撃する際、タイミングよく攻撃ボタンを押すことで連続で攻撃でき、敵をダウンさせたり、打ち上げたり、遠くに吹っ飛ばしたりすることも可能。また道中に置かれた“巻物”を入手することで、各キャラクターごとに“必殺技”を会得できる。（必殺技は特定のコマンド入力で発動）

### インパクト戦
今までのコックピット視点による対戦方法と大きく異なり、インパクトを直接操作し、フィールドを動き回りながら戦う。インパクトの体力が尽きるとゲームオーバーだが、再開はインパクト戦の最初からで、さらにコンティニューする度にインパクトの初期体力が少し増加する。
基本攻撃は従来どおり、近接攻撃のパンチと遠距離攻撃のショットである（攻撃方法は全インパクト共通）。また、パンチゲージ（パンチボタンを押しつづけると蓄積）をためると百列パンチ、ショットゲージ（時間で蓄積）を一定量ためると、ゲージの蓄積量ごとに、敵を追尾するホーミングショット、敵の動きを少しの間止めるビリビリショット、大ダメージを与える大技・んが砲を使用できる。なお、通常のショットは無制限で撃つことができる。

### 主なアイテム
団子
体力を少し回復。取った時点では回復せず、アイテムとして使用するようになっている。3個までストック可。
おにぎり
体力を全回復。アイテムとして使うこともできるが、体力がなくなったときにも自動的に使われる。3個までストック可。
お守り
一定時間、受けるダメージを減らす。松･竹･梅の3種類があり、通常時と比べて梅は半減、竹は4分の1、松はダメージを受けなくなる。3つまでストック可。
かんしゃく玉
道中に置かれている、放物線上に飛ぶ飛び道具。ストックできない。
巻物
必殺技を会得する。各キャラクターごとに3つ存在する。超必殺技は会得できない。

## 登場人物

### プレイヤーキャラクター
ゴエモン（声：松本保典）
本作の主人公。ちゃきちゃきの江戸っ子。一時使用不能の時がある。メイン武器はキセル。
エビス丸（声：緒方賢一）
ゴエモンの相棒で、自称「正義の忍者」。メイン武器はフライパン。
サスケ（声：堀絢子）
物知り爺さんが製作した忍者。メイン武器はクナイ。今回ちょんまげ攻撃はできない。
ヤエちゃん（声：笠原留美）
秘密特捜忍者の一員で、ゴエモン達のお姉さん的存在。メイン武器は刀。

### ゴエモンの仲間
物知り爺さん（声：菅原淳一）
サスケやゴエモンインパクトの産みの親でありさまざまな発明をしている。今作ではゴエモン以外の3人専用のインパクトを開発。ゴエモン・インパクトの修理にも携わる。
おみっちゃん（声：丹下桜）
ゴエモンの住むはぐれ町の茶店の看板娘。怒鳴られたことでゴエモンと仲違いしてしまい、仲直りの条件としてゴエモンにへっぽこ山にあるどんぐりを持ってくるよう要求する。しかし、ゴエモン達がどんぐりを探している最中にデッチ・ゴー・三びきにさらわれてしまう。
やぶの医者/綾繁の父（声：柳沢栄治）
へっぽこ山で医療を営む人物。毒キノコを食べたエビス丸を治療し、怪我をしたゴエモンを治すために協力する。正体は綾繁の母の夫・綾繁の父であるが、自身の薬が飛ぶように売れてぼろ儲けした結果、妻と息子が守銭奴になってしまったことに嫌気がさし、家を出てへっぽこ山で医者を営んでいた。

### 綾繁一家
デッチ・ゴー・三びき
綾繁一家の下っ端3人組。
デッチ（声：星野千寿子）
デッチ・ゴー・三びきの一人で、眼鏡をかけている。常にテンションが低い。
ゴー（声：くまいもとこ）
デッチ・ゴー・三びきの一人でリーダー。右目に眼帯をしており、右手にハリセンをもっている。サンのボケによく突っ込む。
サン（声：かないみか）
デッチ・ゴー・三びきの一人で紅一点。ボケをよくかます。
綾繁の母（あやしげのはは）（声：星野千寿子）
ボンの母親で綾繁一家の首領。物語の冒頭でゴエモンをインパクトごと倒した人物。今作の登場人物の中で一番背が高い。医者である夫が薬の製造で大儲けしたことが原因で世の中は金こそすべてと考える守銭奴になってしまい、日本全土を買い占めて独占しようと目論んでいる。息子には非常に甘く、彼の我侭を聞いて、おみっちゃんとの結婚式を開こうとする。
綾繁ボン（あやしげ ボン）（声：丹下桜）
本作の最終ボス。綾繁の母の息子。母から甘やかされて育った結果、非常に我侭な性格をしており、一目惚れしたおみっちゃんと結婚しようと目論む。部下や母が敗れた後、なおも悪あがきを続け、ゴエモン達に阻止されてゴエモンと決着をつけるために巨大メカ戦に挑む。

### 巨大メカ
ゴエモンインパクト（声：松本保典）
巨大メカ戦に登場するゴエモン達の巨大メカ。エステティック・アヤシゲに一度壊される。
初期体力は600、体力・素早さともに平均的な性能。ショット時は小判弾を飛ばす。
サスケ・インパクト
サスケが操縦する空中戦用巨大メカ。サスケが物知り爺さんに頼んだもので、自分が作ったメカからの頼みごとということで物知り爺さんが仕方なく製作した。物知り爺さん曰く「素晴らしい飛行能力ゆえに雲の上でしか戦えない」という性能になっている。ゴージャスインパクト合体時には背中のパーツになる。
初期体力は400、体力が低い代わりに素早さが高い。ショット時はクナイを飛ばす。
ヤエ・インパクト
ヤエちゃんが操縦する水中戦用巨大メカ。ヤエが物知り爺さんに頼んだもので彼女頼みということで物知り爺さんが喜んで製作した。物知り爺さん曰く「一番の武器はヤエを意識した見事なプロポーション」。ゴージャスインパクト合体時には胸と肩の部分になる。
初期体力は500、体力がやや低い。ショット時は櫛を飛ばす。
エビス丸・インパクト
エビス丸が操縦する陸戦用巨大メカ。エビス丸が物知り爺さんに頼んだものだが緊急時にも関わらず物知り爺さんが嫌々製作した。よって、物知り爺さん曰く「性能の補償は出来ない」と、結構いい加減な評価をされている。ただし、エビス丸のパイロットとしての能力が高いのか、作中では問題なく運用が可能。ゴージャスインパクト合体時には足のパーツになる。
初期体力は700、素早さが低いがパワーや体力が高い。ショット時はおにぎり型の弾を飛ばす。
ちなみに、帯ひろ志の漫画版では、『2』のストーリーにて、オリジナル設定のメカとしてエビス丸・インパクトが先駆けて登場している。
ゴージャスインパクト
ラストバトルで登場する、ゴエモンインパクトをベースに、4つのインパクトが合体した巨大メカで４機の長所を活かしたインパクトの最強形態である。
エステティック・アヤシゲ
綾繁の母が操縦する巨大メカ。人型ロボットで両手にはドリルを装備して両肩には砲台を装備している。両肩の砲台の合体による「超ド級綾繁砲（略して『超どあほう』）」でゴエモン・インパクトを大破させた。
ファンタスティック・アヤシゲ
デッチが操縦する空中戦用巨大メカ。手裏剣のような形をしている。
オトメチック・アヤシゲ
サンが操縦する水中戦用巨大メカ。1つのロボットの上にもう1つロボットが乗っている。
アブラッギシュ・アヤシゲ
ゴーが操縦する陸戦用巨大メカ。蒸気機関車の形をしているが、戦うときは人型に変形する。ハリセンを使う。
エキゾチック・ボン・ジョビーナ
ボンが操縦する金色の巨大メカ。多彩な攻撃をする。

## 道中ステージ
へっぽこ山
「どんぐり」を取りに行くため、最初に訪れる道中ステージ。一番奥にはやぶ医者がおり、イベントで何度も訪れることになる。
たちくらみサーカス
サスケが担当する、「ピエロのなみだ」がある空中のステージ。
しおから海岸
ヤエが担当する、「すさまじいヒトデ」がある海のステージ。
くずれ炭坑
エビス丸が担当する、「かがやく石炭」がある地下のステージ。
夢の島
ゴエモンインパクトの部品が落ちている。足場の狭いところが多い。
綾繁城
全5階からなる、ラストステージ。最後は制限時間がある。